# Portulaca trituberculata
Portulaca trituberculata är en portlakväxtart som beskrevs av Danin, Domina och Raimondo. Portulaca trituberculata ingår i släktet portlaker, och familjen portlakväxter. Inga underarter finns listade i Catalogue of Life.